# Neurony von Economo

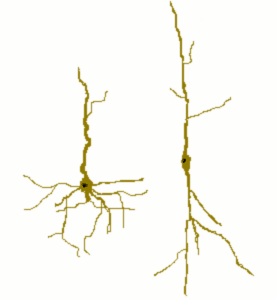
Schematyczne przedstawienie zwykłego neuronu (po lewej) i neuronu von Economo (po prawej)

Neurony von Economo lub neurony wrzecionowate (ang. spindle neurons, von Economo neurons, VENs) – rodzaj komórek nerwowych, charakteryzujących się wrzecionowatym perikarionem, z jednej strony przechodzącym w pojedynczy neuryt, po drugiej stronie w pojedynczy dendryt. Neurony von Economo znajdują się w określonych obszarach kory mózgowej ludzi i innych człowiekowatych, waleni (humbaków, finwali, orek, kaszalotów, butlonosów, delfinów Risso, białuch), a także słoni afrykańskich i indyjskich. Odkrywcą tych szczególnych neuronów był Constantin von Economo.
U ludzi i małp neurony von Economo znajdują się w korze przedniego zakrętu obręczy (ACC) i czołowej części kory wyspowej (FI). Niedawno wykazano obecność neuronów o podobnej morfologii w korze przedczołowej. 
Ich występowanie wyłącznie u najinteligentniejszych ssaków było przesłanką do hipotezy, że są one wyrazem adaptacji neuronalnej w dużych mózgowiach, umożliwiając szybkie przetwarzanie i  przekazywanie informacji, co ma związek z zachowaniami społecznymi. 
Zaproponowano, że dysfunkcja neuronów von Economo może mieć związek z patogenezą autyzmu. Zmniejszenie liczby tych komórek opisywano w mózgach z agenezją ciała modzelowatego i otępieniem czołowo-skroniowym.